# Ajmed Gadzhimagomedov
Ajmed Shiyabudinovich Gadzhimagomedov (en ruso: Ахмед Шиявдинович Гаджимагомедов; Jasaviurt, 21 de abril de 1990) es un deportista ruso de origen daguestano que compite en lucha libre.
Ganó una medalla de bronce en el Campeonato Mundial de Lucha de 2018 y tres medallas en el Campeonato Europeo de Lucha entre los años 2017 y 2019.

## Palmarés internacional
| Campeonato Mundial | Campeonato Mundial | Campeonato Mundial | Campeonato Mundial |
| Año                | Lugar              | Medalla            | Categoría          |
| ------------------ | ------------------ | ------------------ | ------------------ |
| 2018               | Budapest (Hungría) | Medalla de bronce  | 79 kg              |
| Campeonato Europeo |                    |                    |                    |
| Año                | Lugar              | Medalla            | Categoría          |
| 2017               | Novi Sad (Serbia)  | Medalla de bronce  | 74 kg              |
| 2018               | Kaspisk (Rusia)    | Medalla de oro     | 79 kg              |
| 2019               | Bucarest (Rumania) | Medalla de plata   | 79 kg              |